# Fährstraße 12 (Stralsund)

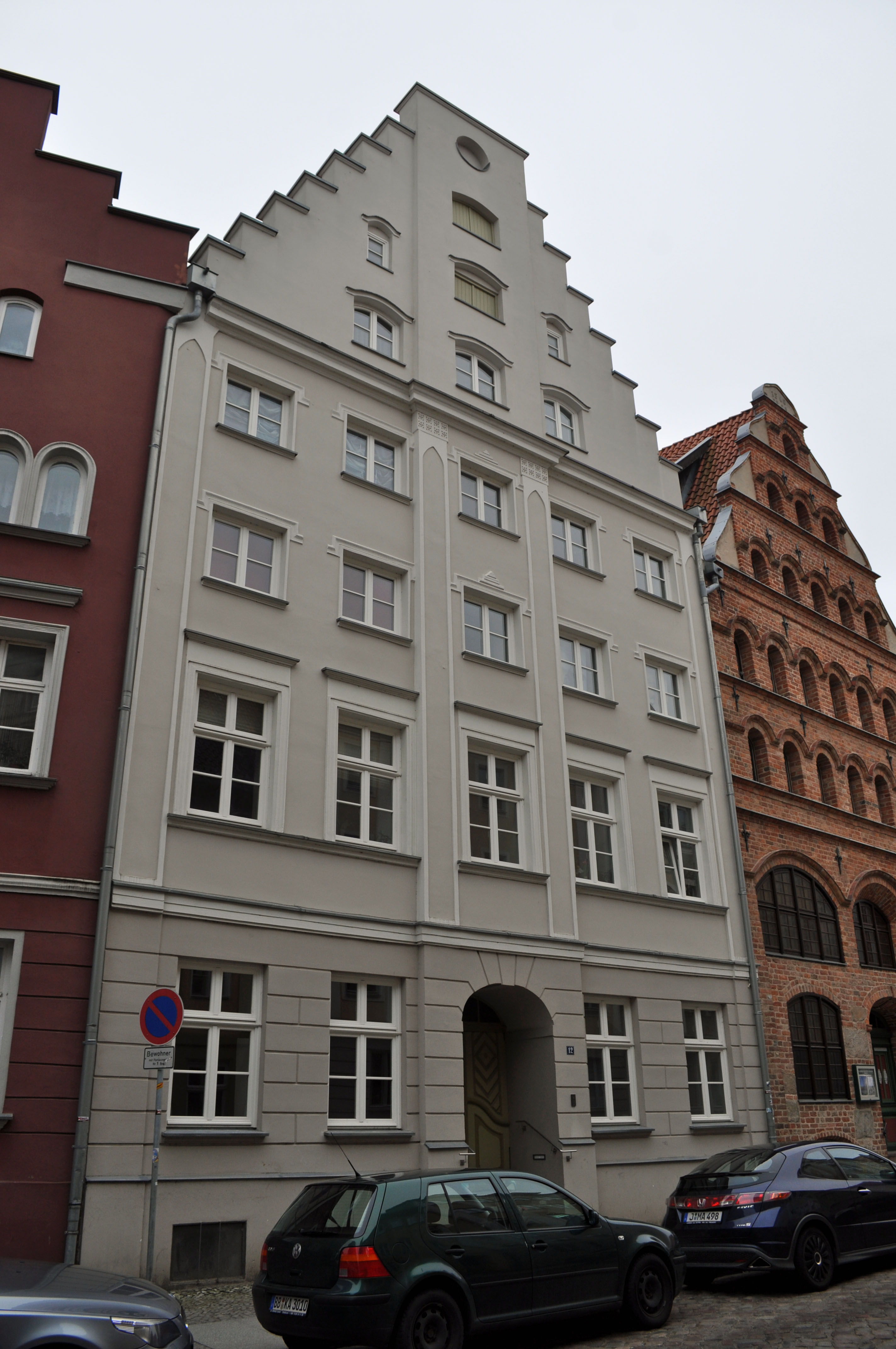
Das Haus Fährstraße 12 in Stralsund (2012)

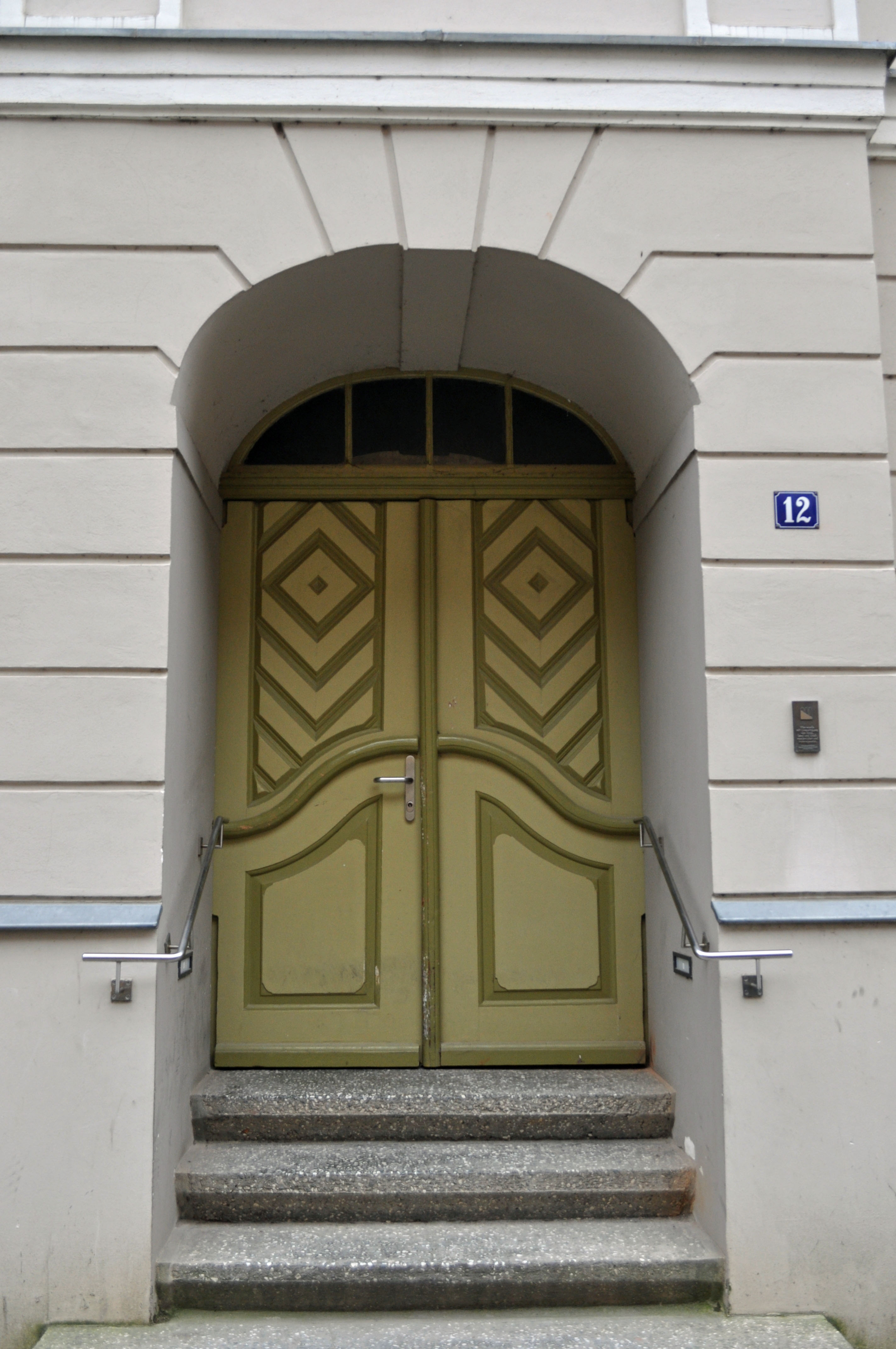
Die Haustür Fährstraße 12 in Stralsund (2012)

Das Gebäude mit der postalischen Adresse Fährstraße 12 ist ein mit seiner Fassade und seiner Haustür denkmalgeschütztes Bauwerk in der Fährstraße in Stralsund.
Das giebelständige, verputzte Gebäude wurde im 17. Jahrhundert als Speicher errichtet. Später wurde es als Wohngebäude genutzt. Bei einer umfassenden Sanierung in den 1970er Jahren wurde das heutige Erscheinungsbild geprägt. Im Inneren wurde das Haus dabei völlig erneuert.
Die denkmalgeschützte Fassade weist einen mittigen Risalit sowie vier Kolossalpilaster in den Obergeschossen auf. Die ebenfalls denkmalgeschützte Haustür mit Korbbogen ist im Stil des Rokoko gestaltet.
Das Haus liegt im Kerngebiet des von der UNESCO als Weltkulturerbe ausgewiesenen Stadtgebietes des Kulturgutes „Historische Altstädte Stralsund und Wismar“. In die Liste der Baudenkmale in Stralsund ist es wegen seiner Fassade und seiner Haustür mit der Nummer 166 eingetragen.